# Crkva sv. Lucije u Starom Gradu
Crkva sv. Lucije nalazi se na rubu Starog Grada na Hvaru, jugoistočno od povijesne jezgre. Ostatak je ženskog samostana dominikanki trećoredkinja, t.zv. picokara. Samostan i crkva prvo su bili posvećeni sv. Vicencu (Vinku) Fererskom. 
Od stare se gotičke crkve sačuvala samo apsida koja danas služi kao sakristija nove crkve. Na pročelju nadograđenog dijela crkve je mali zvonik na preslicu. U niši iznad portala se nalazi kip Krista iz 16. st. Istom razdoblju pripada i kameni kip sv. Lucije u apsidi. Uz crkvu se nalaze ruševine samostana.

## Opis
Na crkvi, koja je građena priklesanim kamenom u vapnenom mortu uočljive su faze zidanja. U istočnom i zapadnom pročelju crkve u donjem dijelu zidova uočava se struktura građena sitnijim uslojenim kamenom, koja datira iz vremena gradnje samostana, dok je nadogradnja građena krupnijim kamenom, vjerojatno iz razdoblja XIX. stoljeća kada je crkva preuređena. Na glavnom pročelju crkve, okrenutom k sjeveru, prema gradu, nalazi se jednostavan portal flankiran s dva recentnije otvorena prozora, dok se na višem nivou opažaju tragovi danas zazidanog gotičkog prozora. Nad jednostavnim portalom je niša oblika prelomljenog luka, oblikovana od kamenih ulomaka, u kojoj je kamena polikromirana skulptura Krista, dopojasno prikazanog kao «Imago pietatis». U jugoistočnom dijelu crkve je svođena kapela, koja se danas koristi kao sakristija, u kojoj se nalazi kameni kip sv. Lucije. Oba su kipa rad istog majstora ili radionice, vjerojatno iz XVI. stoljeća, rađeni u gotičkoj tradiciji. U osi glavnog pročelja crkve je jednodijelni zvonik na preslicu, građen kamenom novije izvedbe, vjerojatno iz XIX. stoljeća kada je crkva obnovljena, a opremljen je s jednim zvonom.

## Povijest
Samostan je 1500. podigao svećenik Nikola Barbeta. Godine 1571.  Turci napadaju Stari Grad pri čemu su zapalili samostan i ubili pet redovnica. U muzeju dominikanskog samostana nalazi se kameni reljef s likovima mučenica i uskrslog Krista, kao spomen na njihovu smrt. Samostan u funkciji se zadnji puta spominje 1753. Crkva je obnovljena 1873.
Nastala je pregradnjom u dijelu nekadašnjeg samostana trećorednica. Crkvu je zajedno sa samostanom za trećorednice («picokare») sagradio oko 1500. godine svećenik Nikola Barbeta. Samostan su 1571. godine zapalili Turci. Godine 1873. crkva je temeljito preuređena, kada i dobiva neuobičajen pravokutan oblik, veće širine nego duljine, tako da nalikuje stambenoj kući s četverostrešnim krovom. Tom je prigodom zamijenjen i patron crkve, iz sv. Vinka Fererskog preimenovan je u sv. Luciju. Izvorna se crkva vjerojatno nalazila u zapadnom dijelu danas ruševnog samostana, od kojeg je vidljiv tek sjeverni zid sklopa, koji se nalazi istočno od današnje crkve.

## Zaštita
Pod oznakom Z-5634 zavedena je kao nepokretno kulturno dobro - pojedinačno, pravna statusa zaštićena kulturnog dobra, klasificirano kao "sakralna graditeljska baština".

## Vanjske poveznice
- Stari Grad  Arhivirana inačica izvorne stranice od 29. prosinca 2018. (Wayback Machine) Crkve Staroga Grada

### Drugi projekti
|  | Zajednički poslužitelj ima još gradiva o temi Crkva sv. Lucije u Starom Gradu |